# Sven Salander
Sven Philip Salander, född 5 juli 1894 i Hedvig Eleonora församling i Stockholm, död 31 juli 1965 i Tjörnarps församling i dåvarande Kristianstads län, var en svensk militär. Han är far till Ann-Marie Stalfelt och morfar till Pernilla Stalfelt.
Sven Salander var son till kapten Nils Salander och Elsa Söderhjelm. Efter studentexamen i Stockholm 1911 blev han underlöjtnant vid Svea artilleriregemente 1913, därefter Artilleri- och ingenjörshögskolan 1915–1918 och ridskola 1919–1920 varpå han tjänstgjorde vid Artilleristaben 1923–1930, var avdelningschef där 1934–1937, blev major 1934, överstelöjtnant och stabschef vid Artilleriinspektionen 1937, chef för Norrbottens artillerikår 1940, inspektör för artilleriet 1942 och militärbefälhavare för V. militärområdet 1945. Han var kommendör av Kungliga Svärdsorden (KSO), riddare av Vasaorden och från 1936 ledamot av Krigsvetenskapsakademien (LKrVA).
Han gifte sig 1926 med Karin Stjerndahl (1905–1990), dotter till landsfiskalen Oscar Stjerndahl och Emma Person. De fick barnen Nils 1927, Leif 1930, Ann-Marie 1932 och Agneta 1936.